# Lode (pommersches Adelsgeschlecht)

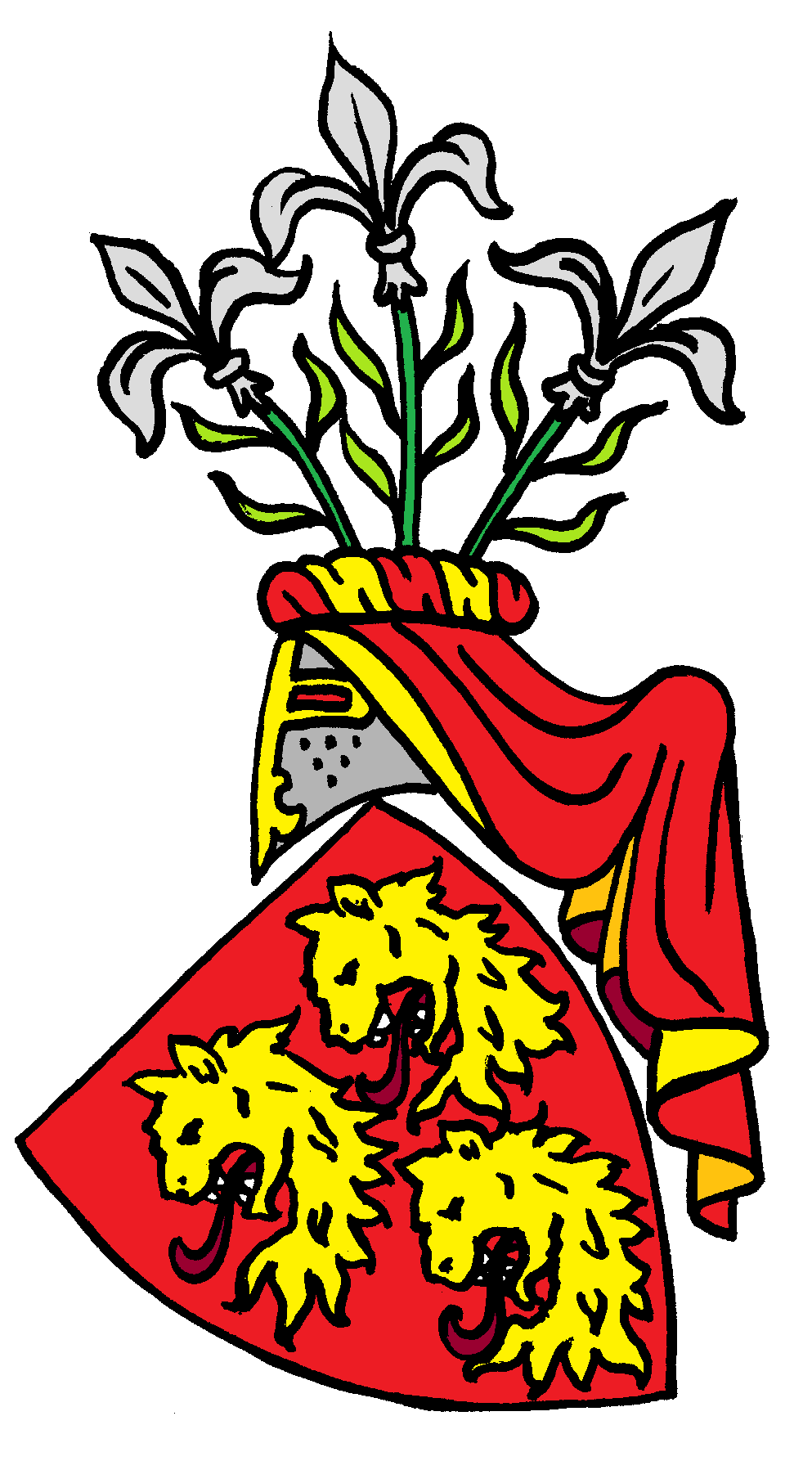
Wappen der Lode

Lode ist der Name eines alten pommerschen Adelsgeschlechts.
Ein Zusammenhang mit dem deutsch-baltischen, noch heute in Finnland fortbestehenden Geschlecht Lode ist nicht erwiesen und wird von der Forschung mehrheitlich abgelehnt.

## Geschichte
Im Jahre 1242 erscheint mit dem Urkundenzeugen Sydfridus miles dictus Lode in Pommern ein in der Folgezeit sehr angesehenes und einflussreiches Geschlecht. 1731 ist das Geschlecht in Pommern im Mannesstamm erloschen.

## Historischer Güterbesitz
Die pommerschen Lode waren vor allem in Stift Cammin, später auch um Neustettin begütert.
- im Kreis Fürstenthum: Bublitz, Gust, Borkenhagen, Kaltenhagen und Schulzenhagen
- im Kreis Neustettin:  Falkenheyde, Gramenz, Janikow, Lübgust, Lütken-Krummebock, Schwartow, Steverburg, Storckow, Zechendorf und Zuchen

## Wappen
Das Stammwappen der pommerschen Lode zeigt in Rot drei (2, 1) goldene Löwenköpfe mit aufgeschlagenen roten Zungen. Auf dem Helm mit gold-roten Decken drei silberne Lilien auf grünen beblätterten Stielen. Gänzlich abweichend davon siegelte Siverth Lode 1528 mit zwei Adlerflügel mit darangesetzten Fängen im Schild.